# Belby
Belby – osada w Anglii, w hrabstwie East Riding of Yorkshire. Leży 33 km na zachód od miasta Hull i 254 km na północ od Londynu.